# Jeu du quinze
 (octobre 2012).
Si vous disposez d'ouvrages ou d'articles de référence ou si vous connaissez des sites web de qualité traitant du thème abordé ici, merci de compléter l'article en donnant les références utiles à sa vérifiabilité et en les liant à la section « Notes et références ».
Le jeu du quinze est un jeu de société traditionnel se jouant à deux joueurs, notés traditionnellement X et O. Sur un tableau comportant les chiffres de un à neuf, chaque joueur à tour de rôle place un signe sur un chiffre qui n'a pas encore été joué. Pour gagner, il faut totaliser quinze en additionnant exactement trois chiffres joués par ce joueur.

### Sources
- 102 programmes MO5 et TO7/70, Jacques Déconchat, éd. PSI, 1985 p. 178-179